# Antonia Fraser
Lady Antonia Fraser, född 27 augusti 1932 i London, är en brittisk författare och historiker.
Antonia Fraser är dotter till Francis Pakenham, 7:e earl av Longford, och Elizabeth Pakenham, grevinna av Longford, vilka båda var framstående författare.
Hon har skrivit ett stort antal historiska romaner samt biografier över historiska personer. Hon har även skrivit deckare. Hon var ordförande för brittiska PEN-klubben 1988-1999.
Hon var i många år gift med politikern sir Hugh Fraser, men efter skilsmässa 1977 var hon gift med författaren, dramatikern och nobelpristagaren Harold Pinter från 1980 till dennes död 2008.
Fraser blev under 2006 känd inom för en bredare publik genom Sofia Coppolas film Marie Antoinette, vilken är löst baserad på Frasers bok om Marie-Antoinette.

## Böcker utgivna på svenska
- Henrik VIII:s sex hustrur (The Six Wives of Henry VIII, 1995)
- Marie Antoinette (Marie-Antoinette: the Journey, 2002)